# Haucourt (Pas-de-Calais)
Pour les articles homonymes, voir Haucourt.
Haucourt est une commune française située dans le département du Pas-de-Calais en région Hauts-de-France. Ses habitants sont appelés les Haucourtois.

## Géographie

### Localisation
Localisée dans le sud-est du département du Pas-de-Calais, Haucourt est une commune située, à vol d'oiseau, à 11 km au sud-ouest de la commune de Brebières et à 13 km au sud-est de la commune d’Arras (aire d'attraction, chef-lieu d'arrondissement et préfecture du Pas-de-Calais).
Le territoire de la commune est limitrophe de ceux de sept communes.
Les communes limitrophes sont  Cagnicourt, Dury, Hendecourt-lès-Cagnicourt, Rémy, Villers-lès-Cagnicourt, Vis-en-Artois et Éterpigny.

### Géologie et relief
La superficie de la commune est de 6,06 km2 ; son altitude varie de 48  à   86 m.

### Hydrographie
Le territoire de la commune est situé dans le bassin Artois-Picardie.
La commune est traversée par la rivière la Sensée, un cours d'eau naturel non navigable de 27,07 km, qui prend sa source dans la commune de Saint-Léger et se jette dans le canal du Nord au niveau de la commune d'Arleux.

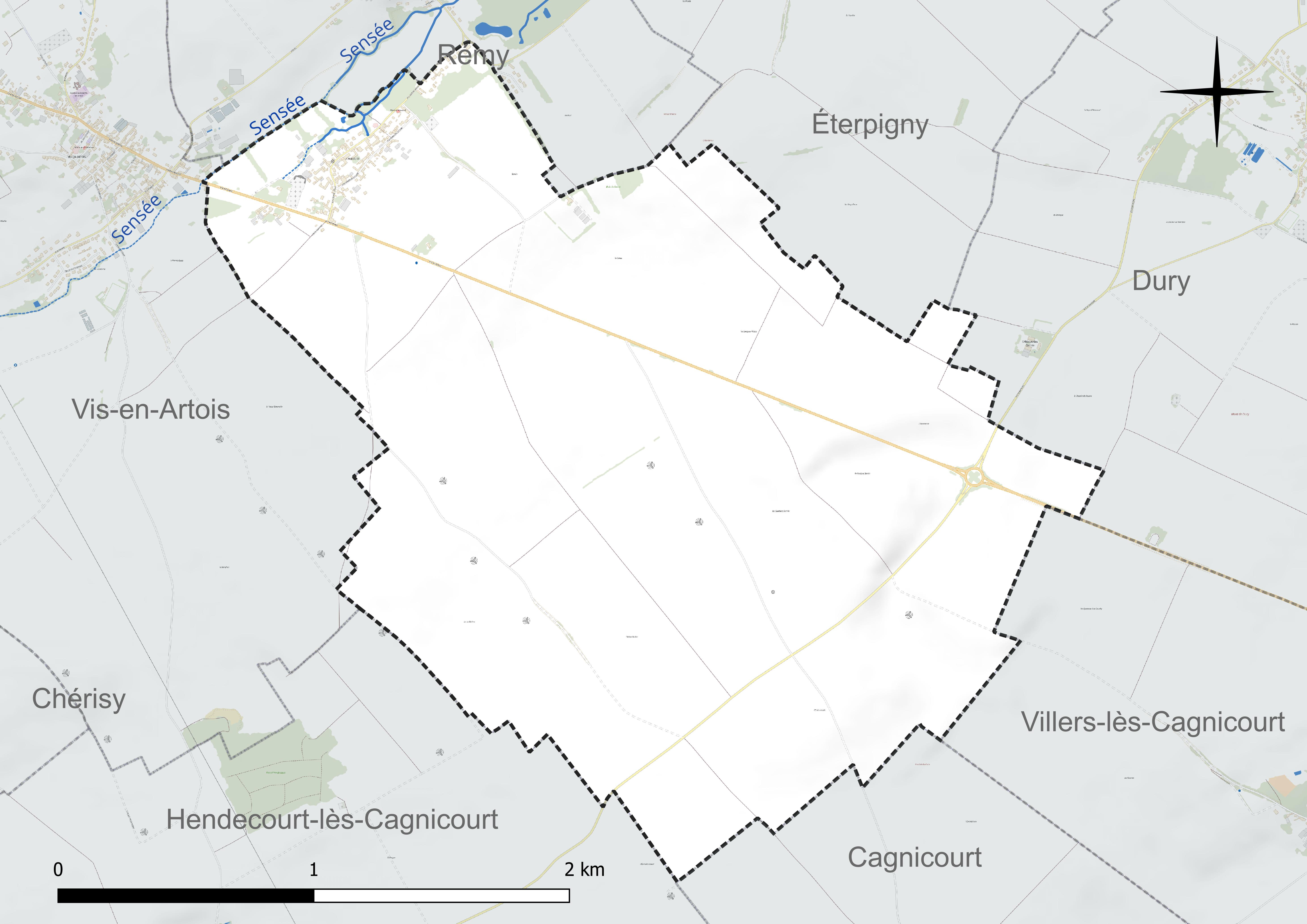
Réseau hydrographique d'Haucourt.

### Climat
Pour des articles plus généraux, voir Climat des Hauts-de-France et Climat du Pas-de-Calais.
En 2010, le climat de la commune est de type climat océanique dégradé des plaines du Centre et du Nord, selon une étude du CNRS s'appuyant sur une série de données couvrant la période 1971-2000. En 2020, Météo-France publie une typologie des climats de la France métropolitaine dans laquelle la commune est exposée à un climat océanique et est dans la région climatique Nord-est du bassin Parisien, caractérisée par un ensoleillement médiocre, une pluviométrie moyenne régulièrement répartie au cours de l’année et un hiver froid (3 °C).
Pour la période 1971-2000, la température annuelle moyenne est de 10,5 °C, avec une amplitude thermique annuelle de 14,4 °C. Le cumul annuel moyen de précipitations est de 710 mm, avec 12,2 jours de précipitations en janvier et 9,1 jours en juillet. Pour la période 1991-2020, la température moyenne annuelle observée sur la station météorologique la plus proche, située sur la commune de Wancourt à 6 km à vol d'oiseau, est de 10,8 °C et le cumul annuel moyen de précipitations est de 711,4 mm,. Pour l'avenir, les paramètres climatiques de la commune estimés pour 2050 selon différents scénarios d'émission de gaz à effet de serre sont consultables sur un site dédié publié par Météo-France en novembre 2022.

### Paysages
Pour un article plus général, voir Paysage en France.
La commune est située dans le paysage régional des grands plateaux artésiens et cambrésiens tel que défini dans l’atlas des paysages de la région Nord-Pas-de-Calais, conçu par la direction régionale de l'Environnement, de l'Aménagement et du Logement (DREAL),. Ce paysage régional, qui concerne 238 communes, est dominé par les « grandes cultures » de céréales et de betteraves industrielles qui représentent 70 % de la surface agricole utilisée (SAU).

### Milieux naturels et biodiversité

#### Zone naturelle d'intérêt écologique, faunistique et floristique
L’inventaire des zones naturelles d'intérêt écologique, faunistique et floristique (ZNIEFF) a pour objectif de réaliser une couverture des zones les plus intéressantes sur le plan écologique, essentiellement dans la perspective d’améliorer la connaissance du patrimoine naturel national et de fournir aux différents décideurs un outil d’aide à la prise en compte de l’environnement dans l’aménagement du territoire.
Le territoire communal comprend une ZNIEFF de type 2 : le complexe écologique de la vallée de la Sensée. Cette ZNIEFF de la vallée de la Sensée s’étend sur plus de 20 km depuis les communes de Remy et Haucourt jusqu’à la confluence de la rivière canalisée avec l’Escaut. Elle forme une longue dépression à fond tourbeux, creusée entre des plateaux aux larges ondulations ; Ostrevent au Nord, bas-Artois au Sud et Cambrésis à l’Est.

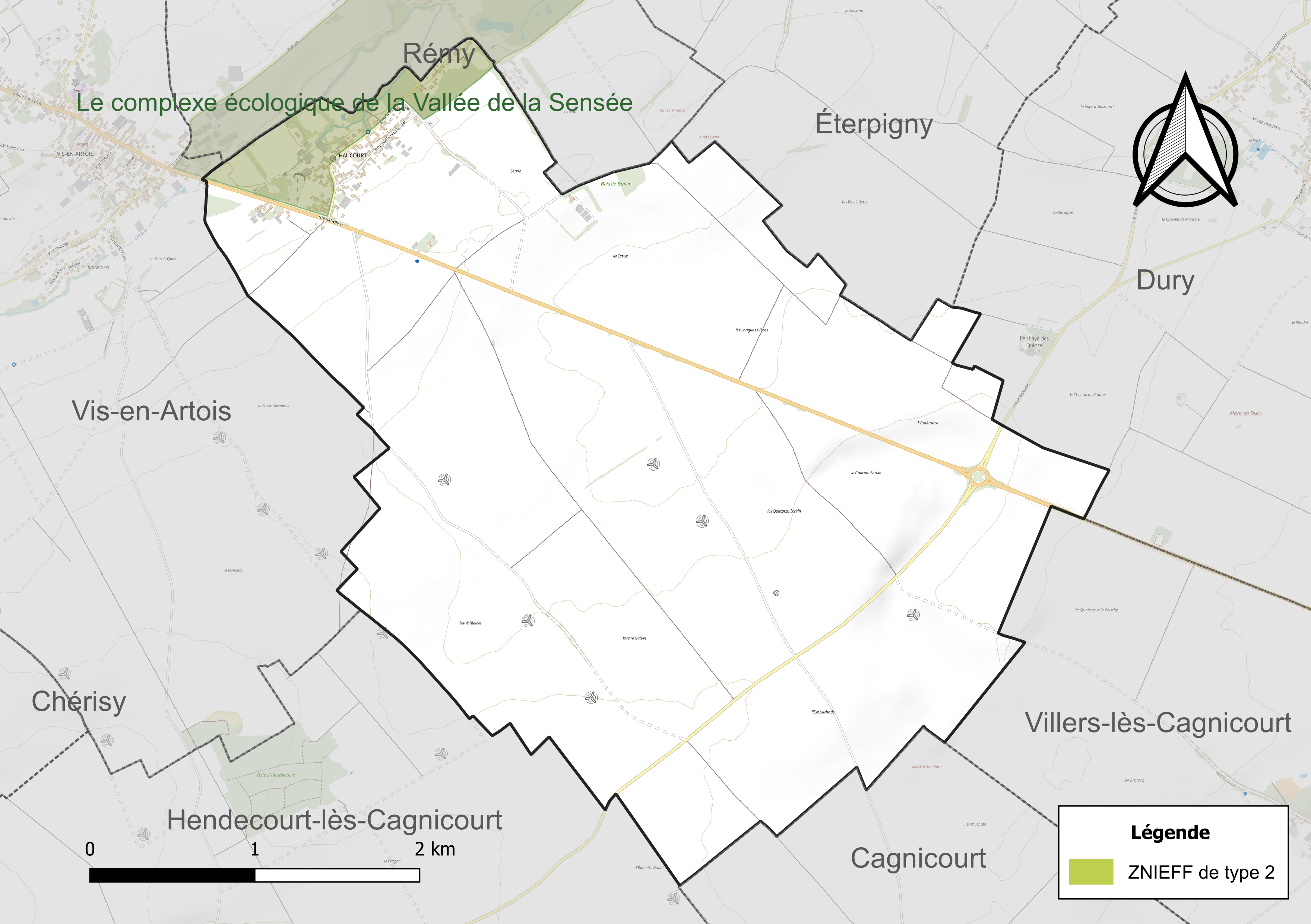
Carte de la ZNIEFF sur la commune.

#### Espèces faunistiques et floristiques
Le site de l’Inventaire national du patrimoine naturel (INPN) recense plusieurs espèces faunistiques et floristiques sur le territoire de la commune dont certaines sont protégées et d’autres menacées et quasi-menacées.

## Urbanisme

### Typologie
Au 1er janvier 2024, Haucourt est catégorisée bourg rural, selon la nouvelle grille communale de densité à sept niveaux définie par l'Insee en 2022.
Elle est située hors unité urbaine. Par ailleurs la commune fait partie de l'aire d'attraction d'Arras, dont elle est une commune de la couronne,. Cette aire, qui regroupe 163 communes, est catégorisée dans les aires de 50 000 à moins de 200 000 habitants,.

### Occupation des sols
L'occupation des sols de la commune, telle qu'elle ressort de la base de données européenne d’occupation biophysique des sols Corine Land Cover (CLC), est marquée par l'importance des territoires agricoles (96,3 % en 2018), en diminution par rapport à 1990 (100 %). La répartition détaillée en 2018 est la suivante : 
terres arables (94,7 %), zones urbanisées (3,7 %), prairies (1,6 %). L'évolution de l’occupation des sols de la commune et de ses infrastructures peut être observée sur les différentes représentations cartographiques du territoire : la carte de Cassini (XVIIIe siècle), la carte d'état-major (1820-1866) et les cartes ou photos aériennes de l'IGN pour la période actuelle (1950 à aujourd'hui).

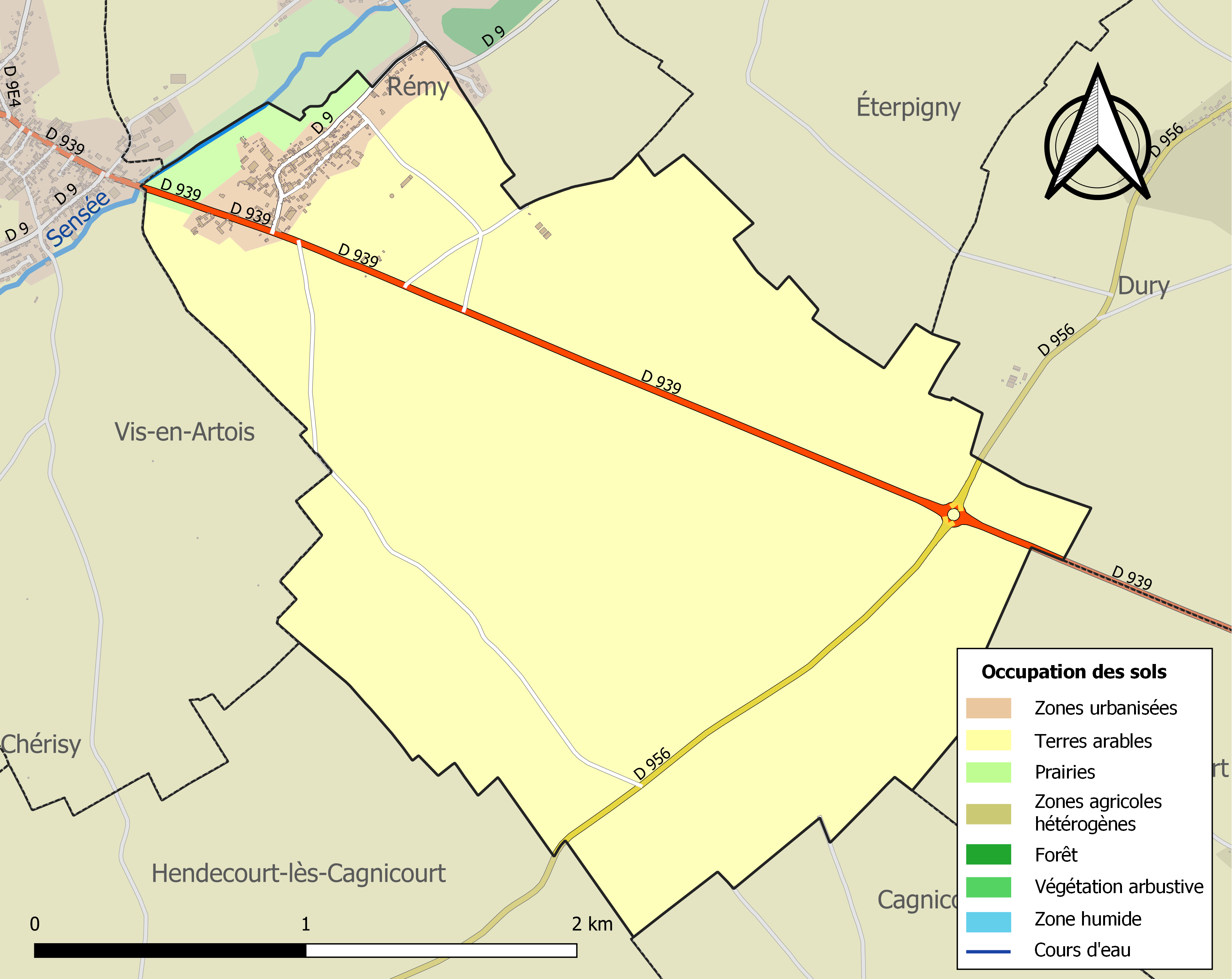
Carte des infrastructures et de l'occupation des sols de la commune en 2018 (CLC).

### Habitat et logement
En 2014 et 2019, le nombre total de logements dans la commune était de 95, alors qu'il était de 85 en 2009.
Parmi ces logements, 95,8 % étaient des résidences principales, 0 % des résidences secondaires et 4,2 % des logements vacants. Ces logements étaient pour 94,7 % d'entre eux des maisons individuelles et pour 4,2 % des appartements.
Le tableau ci-dessous présente la typologie des logements à Haucourt en 2019 en comparaison avec celle du Pas-de-Calais et de la France entière. Une caractéristique marquante du parc de logements est ainsi une proportion de résidences secondaires et logements occasionnels (0 %) inférieure à celle du département (6,4 %) mais supérieure à celle de la France entière (9,7 %). Concernant le statut d'occupation de ces logements, 81,3 % des habitants de la commune sont propriétaires de leur logement (82,2 % en 2014), contre 57,8 % pour le Pas-de-Calais et 57,5 pour la France entière.
| Typologie                                               | Haucourt | Pas-de-Calais | France entière |
| ------------------------------------------------------- | -------- | ------------- | -------------- |
| Résidences principales (en %)                           | 95,8     | 85,9          | 82,1           |
| Résidences secondaires et logements occasionnels (en %) | 0        | 6,4           | 9,7            |
| Logements vacants (en %)                                | 4,2      | 7,7           | 8,2            |

## Toponymie
Le nom de la localité est attesté sous les formes Haucortis (1096) ; Alticortis (1102) ; Halcurt (1104) ; Alcurt (1140) ; Haucurt (1154-1159) ; Allcurt (1167) ; Hauccort (1248) ; Haucort (1253) ; Hauwecourt (1319) ; Houcourt (1351) ; Haucourt (1359) ; Aucourt (1421) ; Haulcourt (1513) ; Haulcour (1525).

## Histoire
Le 5 mars 1614, sont données à Bruxelles des lettres de chevalerie pour Dominique de Pronville, seigneur de Haucourt, chef actuel de sa famille, issu d'ancienne noblesse militaire du pays d'Artois. Ses ancêtres et lui même ont servi militairement leurs souverains.

### Première Guerre mondiale
Le village, considéré comme détruit à la fin de la Première Guerre mondiale, est décoré de la croix de guerre 1914-1918 le 23 septembre 1920, distinction également attribuée à 276 autres communes du Pas-de-Calais,.

## Politique et administration

### Rattachements administratifs et électoraux

#### Rattachements administratifs
La commune se trouve dans l'arrondissement d'Arras du département du Pas-de-Calais
Elle faisait partie depuis 1801du canton de Vitry-en-Artois. Dans le cadre du redécoupage cantonal de 2014 en France, cette circonscription administrative territoriale a disparu, et le canton n'est plus qu'une circonscription électorale.

#### Rattachements électoraux
Pour les élections départementales, la commune est membre depuis 2014 du  canton de Brebières
Pour l'élection des députés, elle fait partie de la première circonscription du Pas-de-Calais.

### Intercommunalité
Haucourtétait membre de la communauté de communes Osartis, un établissement public de coopération intercommunale (EPCI) à fiscalité propre créé fin 1999 et auquel la commune avait transféré un certain nombre de ses compétences, dans les conditions déterminées par le code général des collectivités territoriales.
Dans le cadre  de la loi du 16 décembre 2010 relative à la réforme des collectivités territoriales françaises (2008-2012), cette intercommunalité a fusionné avec sa voisine pour former, le 1er janvier 2014, la communauté de communes Osartis Marquion dont est désormais membre la commune.

### Liste des maires
| Période                                  | Période                    | Identité            | Étiquette | Qualité                                                                             |
| ---------------------------------------- | -------------------------- | ------------------- | --------- | ----------------------------------------------------------------------------------- |
| Les données manquantes sont à compléter. |                            |                     |           |                                                                                     |
| mars 1971                                | 2008                       | Marie-Claude Savary |           |                                                                                     |
| mars 2008                                | En cours (au 18 mars 2022) | Philippe Dubus      |           | Employé de commerce Réélu pour le mandat 2014-2020, Réélu pour le mandat 2020-2026, |

## Équipements et services publics

### Espaces publics
La commune fait partie des villages labellisés Village Patrimoine, qui œuvrent à mettre en avant leurs patrimoines matériels et/ou immatériels (historique, culturel, naturel, architectural, etc.).

## Population et société

### Démographie
Les habitants de la commune sont appelés les Haucourtois.

#### Évolution démographique
L'évolution du nombre d'habitants est connue à travers les recensements de la population effectués dans la commune depuis 1793. Pour les communes de moins de 10 000 habitants, une enquête de recensement portant sur toute la population est réalisée tous les cinq ans, les populations de référence des années intermédiaires étant quant à elles estimées par interpolation ou extrapolation. Pour la commune, le premier recensement exhaustif entrant dans le cadre du nouveau dispositif a été réalisé en 2004.

En 2022, la commune comptait 203 habitants, en évolution de −18,15 % par rapport à 2016 (Pas-de-Calais : −0,72 %, France hors Mayotte : +2,11 %).
| 1793 | 1800 | 1806 | 1821 | 1831 | 1836 | 1841 | 1846 | 1851 |
| ---- | ---- | ---- | ---- | ---- | ---- | ---- | ---- | ---- |
| 258  | 291  | 299  | 307  | 360  | 360  | 370  | 383  | 389  |

| 1856 | 1861 | 1866 | 1872 | 1876 | 1881 | 1886 | 1891 | 1896 |
| ---- | ---- | ---- | ---- | ---- | ---- | ---- | ---- | ---- |
| 390  | 392  | 374  | 375  | 375  | 385  | 387  | 352  | 318  |

| 1901 | 1906 | 1911 | 1921 | 1926 | 1931 | 1936 | 1946 | 1954 |
| ---- | ---- | ---- | ---- | ---- | ---- | ---- | ---- | ---- |
| 282  | 281  | 272  | 142  | 215  | 206  | 213  | 216  | 224  |

| 1962 | 1968 | 1975 | 1982 | 1990 | 1999 | 2004 | 2006 | 2009 |
| ---- | ---- | ---- | ---- | ---- | ---- | ---- | ---- | ---- |
| 193  | 197  | 169  | 196  | 233  | 240  | 220  | 214  | 244  |

| 2014 | 2019 | 2022 | - | - | - | - | - | - |
| ---- | ---- | ---- | - | - | - | - | - | - |
| 248  | 219  | 203  | - | - | - | - | - | - |

#### Pyramide des âges
En 2018, le taux de personnes d'un âge inférieur à 30 ans s'élève à 34,2 %, soit en dessous de la moyenne départementale (36,7 %). À l'inverse, le taux de personnes d'âge supérieur à 60 ans est de 25,1 % la même année, alors qu'il est de 24,9 % au niveau départemental.
En 2018, la commune comptait 113 hommes pour 116 femmes, soit un taux de 50,66 % de femmes, légèrement inférieur au taux départemental (51,50 %).
Les pyramides des âges de la commune et du département s'établissent comme suit.
| Hommes | Classe d’âge | Femmes |
| ------ | ------------ | ------ |
| 0,9    | 90 ou +      | 0,9    |
| 6,5    | 75-89 ans    | 9,9    |
| 14,8   | 60-74 ans    | 17,1   |
| 25,0   | 45-59 ans    | 20,7   |
| 16,7   | 30-44 ans    | 18,9   |
| 16,7   | 15-29 ans    | 20,7   |
| 19,4   | 0-14 ans     | 11,7   |

| Hommes | Classe d’âge | Femmes |
| ------ | ------------ | ------ |
| 0,5    | 90 ou +      | 1,6    |
| 5,6    | 75-89 ans    | 8,9    |
| 16,7   | 60-74 ans    | 18,1   |
| 20,2   | 45-59 ans    | 19,2   |
| 18,9   | 30-44 ans    | 18,1   |
| 18,2   | 15-29 ans    | 16,2   |
| 19,9   | 0-14 ans     | 17,9   |

## Culture locale et patrimoine

### Lieux et monuments
- L'église.
- Le monument aux morts[39].

### Personnalités liées à la commune
- Frédégonde (545-597), reine de Neustrie.
- Aubert de Cambrai ou saint Aubert (env. 600 - 669), évêque d'Arras et de Cambrai.
- Melchior du Bois, seigneur d'Haucourt au début du XVIIe siècle. Il appartient à la noble famille du Bois de Hoves. Il a épousé Marie Despretz, fille de Simon, écuyer, seigneur de la Motte.
- André du Bois, fils de Melchior, seigneur d'Haucourt. Mort avant janvier 1677, il s'est marié avec Rose de Vermeille, fille de Simon, écuyer, seigneur de Villers. Il est le père d'Antoine du Bois, seigneur de Duisant (Duisans)[40].
- Toussaint Saint-Aubert, curé d’Haucourt, tué par l'armée allemande le soir du 26 août 1914, lors de la Première Guerre mondiale[41].

### Héraldique, logotype et devise
| Blason de Haucourt | Blason  | De sinople à la croix engrelée d'argent chargée d'une crosse d'azur. Ornements extérieursCroix de guerre 1914-1918 |
| Blason de Haucourt | Détails | Le statut officiel du blason reste à déterminer.                                                                   |

## Pour approfondir